# Lista de terminais aquaviários da Bahia

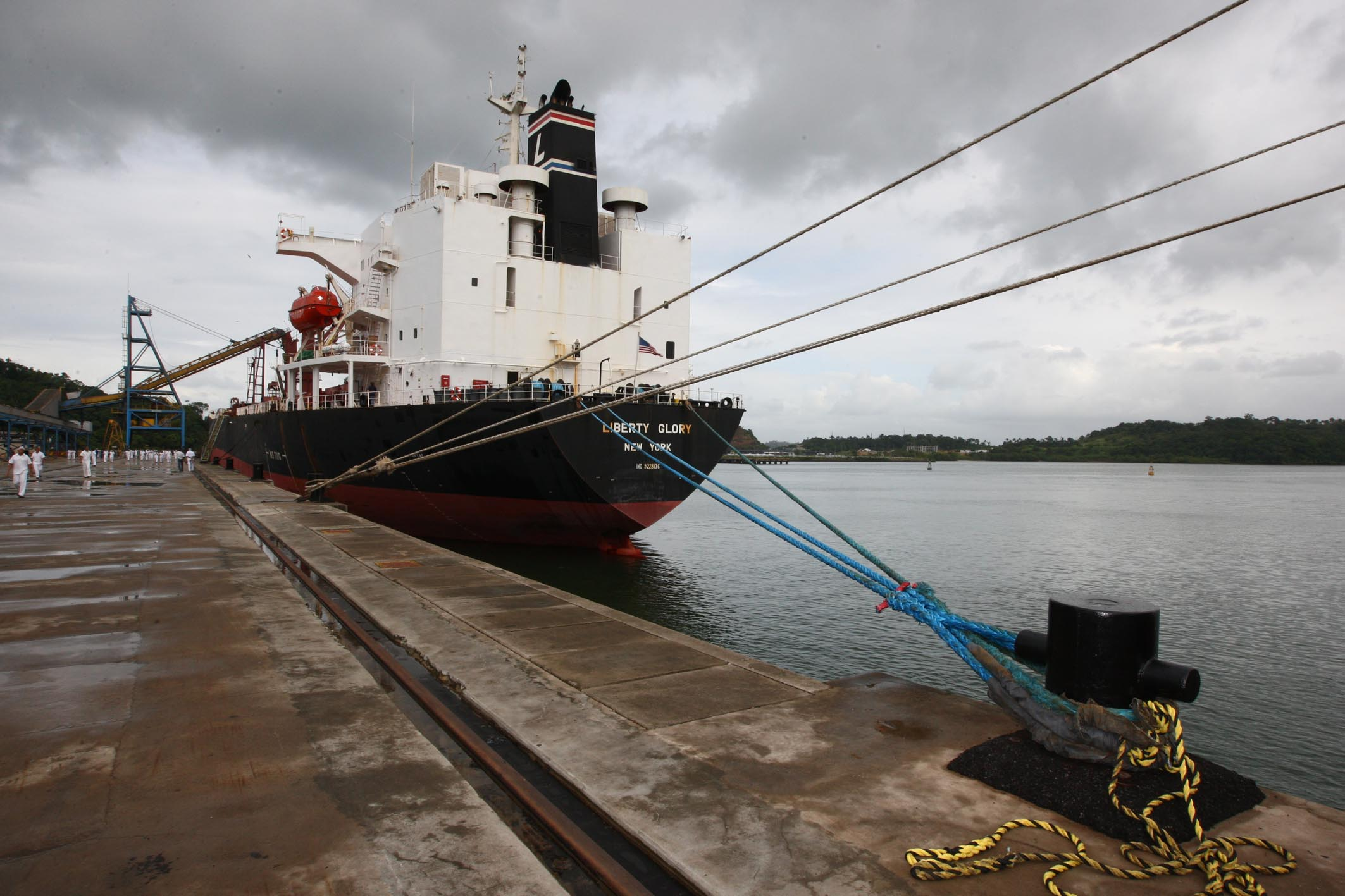
Terminal Portuário de Cotegipe em São Tomé de Paripe, em Salvador.

Esta é uma lista de terminais aquaviários da Bahia. Isso significa que abaixo encontram-se tanto os portos baianos, quanto terminais portuários de administração privada, terminais para transportes urbanos, abras, ancoradouros, atracadouros, marinas, píeres e afins.
A infraestrutura portuária recentemente tem sido encarado conjuntamente. Assim, em estratégia integrada, tem-se o Complexo Portuário da Bahia de Todos os Santos envolvendo os dois portos públicos, os terminais privados e os pequenos portos do Recôncavo. Em adição, há a proposta de integração entre o Porto do Malhado e o Porto Sul.

## Lista
| Portos e terminais privativos                                                                       | Portos e terminais privativos           | Portos e terminais privativos    | Portos e terminais privativos | Portos e terminais privativos |
| Nome                                                                                                | Município                               | Corpo d'água                     | Comentários | Ref                           |
| --------------------------------------------------------------------------------------------------- | --------------------------------------- | -------------------------------- | --- | ----------------------------- |
| Porto da Barra                                                                                      | Salvador                                | Baía de Todos os Santos          | Antigo porto da cidade |                               |
| Porto de Aratu                                                                                      | Candeias                                | Baía de Aratu                    | Porto público marítimo | [ 5 ]                         |
| Porto de Ilhéus                                                                                     | Ilhéus                                  | Oceano Atlântico                 | Porto público marítimo |                               |
| Porto de Juazeiro                                                                                   | Juazeiro                                | Rio São Francisco                | Porto fluvial |                               |
| Porto de Salvador                                                                                   | Salvador                                | Baía de Todos os Santos          | Porto público marítimo | [ 5 ]                         |
| Porto Sul                                                                                           | Ilhéus                                  | Oceano Atlântico                 | Em construção com futura conexão com a Ferrovia Leste-Oeste                                                                                    | [ 4 ] [ 6 ] [ 7 ]             |
| Base Naval de Aratu                                                                                 | Salvador                                | Baía de Aratu                    | Base militar da Marinha do Brasil | [ 5 ]                         |
| Rampa do Mercado Modelo                                                                             | Salvador                                | Baía de Todos os Santos          | Antigo local de chegada de mercadorias vindas do Recôncavo Baiano                                                                              |                               |
| Terminal da Dow Química                                                                             | Candeias                                | Canal de Cotegipe                | Terminal de uso privativo da Dow Química | [ 5 ] [ 8 ]                   |
| Terminal da Enseada Indústria Naval                                                                 | Maragojipe                              | Rio Paraguaçu                    | Terminal de uso privativo da Enseada Indústria Naval                                                                                           | [ 5 ] [ 9 ]                   |
| Terminal da Bahia Terminais                                                                         | Candeias                                | Canal de Cotegipe                | Terminal de uso privativo da Bahia Terminais                                                                                                   | [ 10 ] [ 11 ]                 |
| Terminal de São Roque                                                                               | Maragojipe                              | Rio Paraguaçu                    | Terminal de uso privativo da Petrobras/Enseada Indústria Naval                                                                                 | [ 5 ] [ 12 ]                  |
| Terminal de Regaseificação da Bahia                                                                 | Salvador                                | Baía de Todos-os-Santos          | Terminal de uso privativo da Petrobras | [ 5 ]                         |
| Terminal Portuário Miguel de Oliveira ou Terminal da Ponta da Laje                                  | Candeias                                | Baía de Aratu                    | Terminal de uso privativo do Complexo Industrial Ford Nordeste                                                                                 | [ 5 ] [ 8 ] [ 13 ]            |
| Terminal Marítimo Almirante Alves Câmara ou TEMADRE                                                 | Madre de Deus (Ilha de Madre de Deus)   | Baía de Todos os Santos          | Terminal de uso privativo da Petrobras/Refinaria de Mataripe (RLAM)                                                                            | [ 5 ] [ 8 ] [ 14 ] [ 15 ]     |
| Terminal Marítimo de Belmonte                                                                       | Belmonte                                | Oceano Atlântico                 | Terminal de uso privativo da Veracel Celulose                                                                                                  | [ 16 ]                        |
| Terminal Marítimo de Caravelas ou Terminal de Barcaças da Fibria                                    | Caravelas                               | Rio Cachoeira e Oceano Atlântico | Terminal de uso privativo da Fibria | [ 17 ] [ 18 ]                 |
| Terminal Marítimo Gerdau Usiba                                                                      | Salvador                                | Baía de Todos os Santos          | Terminal de uso privativo da Gerdau Usiba | [ 5 ] [ 8 ] [ 19 ]            |
| Terminal Portuário de Cotegipe                                                                      | Salvador                                | Baía de Todos os Santos          | Terminal de uso privativo do Grupo M. Dias Branco                                                                                              | [ 5 ] [ 8 ] [ 20 ]            |
| Marinas e clubes de iatismo                                                                         |                                         |                                  | |                               |
| Nome                                                                                                | Município                               | Corpo d'água                     | Comentários | Ref                           |
| Bahia Marina ou Marina do Contorno                                                                  | Salvador                                | Baía de Todos os Santos          | | [ 21 ]                        |
| Ilhéus Iate Clube                                                                                   | Ilhéus                                  | Não disponível                   | | [ 22 ]                        |
| Iate Clube de Porto Seguro                                                                          | Porto Seguro                            | Não disponível                   | | [ 23 ]                        |
| Marina Arraial d'Ajuda                                                                              | Porto Seguro                            | Não disponível                   | | [ 23 ]                        |
| Marina Bonfim                                                                                       | Salvador                                | Não disponível                   | | [ 24 ]                        |
| Marina da Penha ou Marina da Ribeira                                                                | Salvador                                | Não disponível                   | | [ 25 ] [ 26 ]                 |
| Marina de Aratu ou Yate Clube de Aratu                                                              | Simões Filho (Ilha de São João)         | Baía de Aratu                    | | [ 27 ]                        |
| Marina de Itaparica                                                                                 | Itaparica                               | Baía de Todos os Santos          | | [ 28 ]                        |
| Píer Salvador                                                                                       | Salvador                                | Não disponível                   | | [ 29 ] [ 30 ]                 |
| Yacht Clube da Bahia                                                                                | Salvador                                | Baía de Todos os Santos          | | [ 31 ]                        |
| Terminais urbanos                                                                                   |                                         |                                  | |                               |
| Nome                                                                                                | Município                               | Corpo d'água                     | Comentários | Ref                           |
| Centro Náutico da Bahia ou Terminal Náutico da Bahia ou Terminal Turístico Náutico da Bahia ou TTNB | Salvador                                | Baía de Todos os Santos          | Estação da Travessia Salvador-Morro de São Paulo Estação da Travessia Salvador-Mar Grande                                                      | [ 32 ]                        |
| Terminal de Botelho                                                                                 | Salvador (Ilha de Maré)                 | Baía de Todos os Santos          | | [ 33 ]                        |
| Terminal de Paramana                                                                                | Salvador (Ilha dos Frades)              | Baía de Todos os Santos          | Estação da Travessia Paramana-Madre de Deus | [ 33 ]                        |
| Terminal de São Tomé de Paripe                                                                      | Salvador                                | Baía de Todos os Santos          | Estação da Travessia Marítima Itamoabo-São Tomé de Paripe                                                                                      | [ 33 ]                        |
| Terminal Hidroviário da Gamboa do Morro                                                             | Cairu (Ilha de Tinharé)                 | Não disponível                   | | [ 33 ]                        |
| Terminal Hidroviário de Ponta de Nossa Senhora                                                      | Salvador (Ilha dos Frades)              | Baía de Todos os Santos          | | [ 33 ]                        |
| Terminal Hidroviário de Barra Grande                                                                | Camamu                                  | Não disponível                   | | [ 33 ]                        |
| Terminal Hidroviário de Bom Despacho                                                                | Itaparica                               | Baía de Todos os Santos          | Estação da Travessia São Joaquim-Bom Despacho                                                                                                  | [ 33 ]                        |
| Terminal Hidroviário de Bom Jesus dos Passos                                                        | Salvador (Ilha de Bom Jesus dos Passos) | Baía de Todos os Santos          | Estação da Travessia Madre de Deus-Bom Jesus dos Passos                                                                                        | [ 34 ]                        |
| Terminal Hidroviário de Camamu                                                                      | Camamu                                  | Não disponível                   | | [ 33 ]                        |
| Terminal Hidroviário de Itamoabo                                                                    | Salvador (Ilha de Maré)                 | Baía de Todos os Santos          | Estação da Travessia Marítima Itamoabo-São Tomé de Paripe                                                                                      | [ 35 ]                        |
| Terminal Hidroviário de Morro de São Paulo                                                          | Cairu (Ilha de Tinharé)                 | Não disponível                   | Estação da Travessia Salvador-Morro de São Paulo                                                                                               | [ 33 ]                        |
| Terminal Hidroviário de São Joaquim                                                                 | Salvador                                | Baía de Todos os Santos          | Estação da Travessia São Joaquim-Bom Despacho                                                                                                  | [ 33 ]                        |
| Terminal Hidroviário de Vera Cruz                                                                   | Vera Cruz                               | Baía de Todos os Santos          | Estação da Travessia Salvador-Mar Grande | [ 36 ]                        |
| Terminal Marítimo da Ribeira                                                                        | Salvador                                | Baía de Todos os Santos          | Estação da Travessia Marítima Plataforma-Ribeira                                                                                               | [ 37 ]                        |
| Terminal Marítimo de Madre de Deus                                                                  | Madre de Deus                           | Baía de Todos os Santos          | Estação da Travessia Paramana-Madre de Deus Estação da Travessia Madre de Deus-Bom Jesus dos Passos Estação para travessia à ilha Maria Guarda | [ 38 ] [ 39 ]                 |
| Terminal Marítimo de Plataforma ou Porto Hidroviário de Plataforma                                  | Salvador                                | Baía de Todos os Santos          | Estação da Travessia Marítima Plataforma-Ribeira                                                                                               | [ 40 ] [ 41 ]                 |
| Terminal Ponta do Curral                                                                            | Valença                                 | Não disponível                   | | [ 33 ]                        |
| Terminal Hidroviário de Mutá                                                                        | Jaguaripe                               | Não disponível                   | | [ 42 ]                        |
| Terminal Hidroviário de Jaguaripe                                                                   | Jaguaripe                               | Não disponível                   | | [ 42 ]                        |